# Oscar Ramos
Óscar Milton Ramos Fernández ist ein uruguayischer Diplomat.
Oscar Ramos war in der Privatwirtschaft in verschiedenen Funktionen in uruguayischen, peruanischen, brasilianischen und kolumbianischen Unternehmen tätig. Er war Mitglied der Cámara de Fabricantes de Componentes Automotores und der Cámara de Industriales Automotrices del Uruguay.
Ramos wurde am 23. Dezember 2010 als Nachfolger des am 6. Dezember 2010 aus dem Amt geschiedenen Jorge Mazzarovich zum uruguayischen Botschafter in Venezuela ernannt. Botschafterbestellungen werden in Uruguay regelmäßig befristet. Das Mandat für Oscar Ramos Fernández in Caracas endete im Februar 2016. Die Regierung von Tabaré Vázquez schlug Carlos Barros Oreiro als Nachfolger vor, was aber kein Wohlwollen bei der Regierung Maduro fand. Die Regierung Maduro gab im April 2017 ihr Agrément zur Ernennung von Alberto Leopoldo Fajardo Klappenbach als Botschafter in Caracas. Alberto Leopoldo Fajardo wurde im August 2018 Botschafter in Santiago de Chile.

Er ist mit Graciela Martinez verheiratet.
Während der Parlamentswahl in Venezuela 2015 vertrat er den Consejo Electoral (Wahlrat) der Union Südamerikanischer Nationen.